# 탁발실록
탁발실록(拓跋悉鹿 혹은 拓跋悉祿, ? ~ 286년)는 중국 서진 초 삭두부(索頭部) 선비족의 군주(재위 : 277년~286년)였다. 그는 아버지는 탁발역미로 그의 형제로는 탁발사막한(拓跋沙漠汗),탁발작(拓跋綽),탁발녹관(拓跋祿官)가 있었다.
277년，탁발역미가 죽고 실록(悉鹿)이 계승하였다. 286년 동생 탁발작(拓跋綽)이 즉위하였다.
훗날 북위의 도무제가 그를 장황제(章皇帝)로 추숭되었다.